# Стереокомпаратор
Стереокомпаратор — высокоточный фотограмметрический прибор, предназначенный для измерения прямоугольных координат, а также продольных и поперечных параллаксов точек, изображенных на стереопаре снимков.  

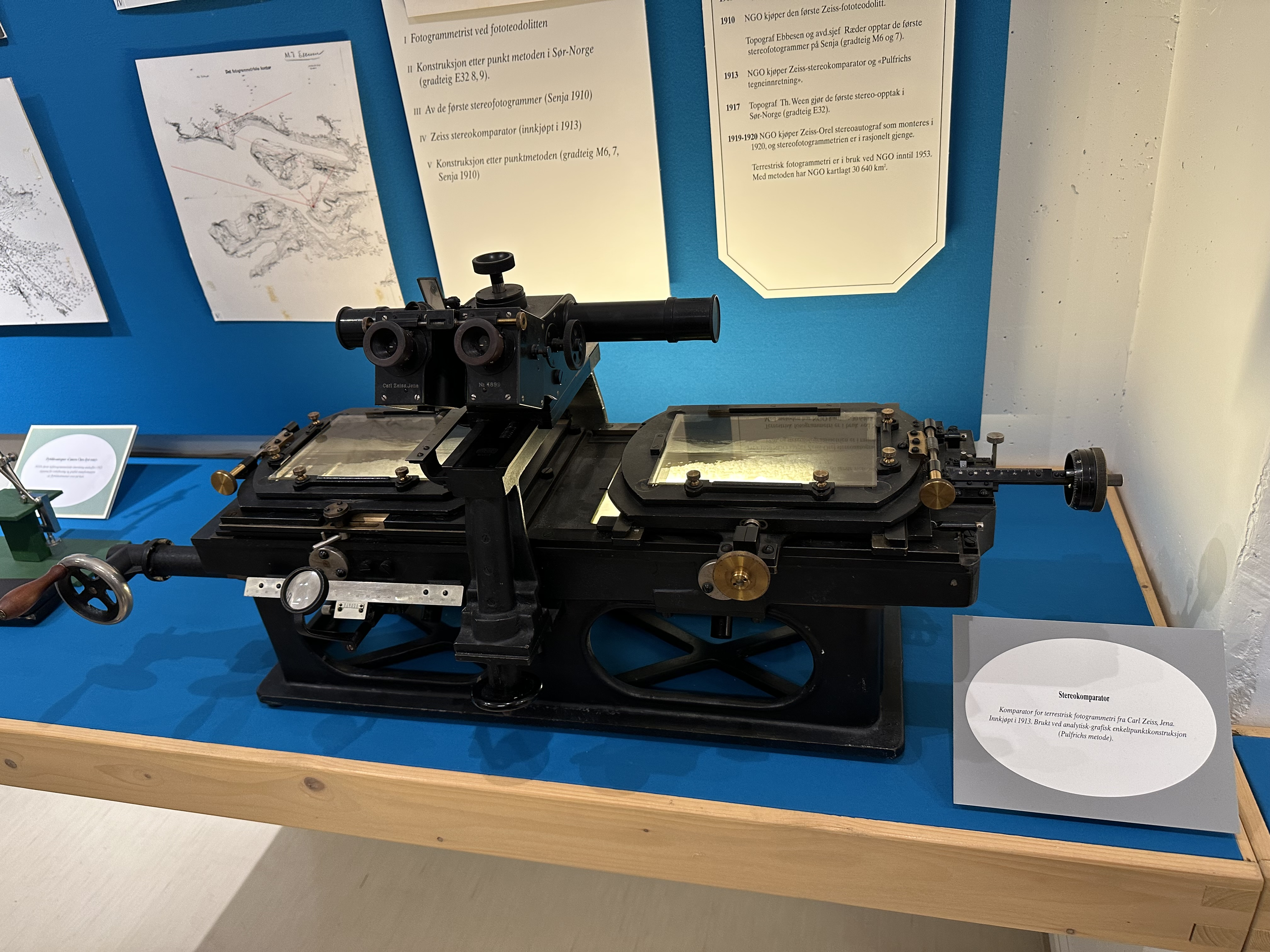
Стереокомаратор Пульфриха Model B, Carl Zeiss, 1913. Норвежский музей картографии.

## История создания
В 1899 году немецкий оптик Карл Пульфрих применил для стереоскопических измерений способ мнимой марки. При нанесении марок на два снимка и последующим их рассматривании в стереорежиме, наблюдатель будет видеть не две отдельных марки, а одну мнимую, которая будет ему казаться "выше" или "ниже" стереомодели. Для совмещения марки со стереомоделью необходимо переместить один снимок относительно другого — изменить продольный параллакс. Это позволяет получать прямоугольные координаты точек на фотоснимках с учетом рельефа и определять высоты объектов — по разности продольных параллаксов. 
На основе данного принципа в 1901 году Пульфрих сконструировал свой первый прибор, который изготавливался заводом Carl Zeiss. В 1901—1906 годах им были предложены несколько различных конструкций прибора для снимков форматов от 13х18 см до 24х30 см. В 1906 году была разработана модель D, конструкция которой стала прообразом для аналогичных приборов по всему миру. 
Первый советский стереокомпаратор начали выпускать на заводе "Геодезия" в 1930-е годы, конструктивно он представлял собой копию Модели D Пульфриха. В дальнейшем подобная модель в СССР выпускалась под наименованием СК-2/СК-3. Значительные дополнения в конструкцию прибора внес Г.В. Романовский.  
В 1953 году Carl Zeiss Jena выпустила одну из самых популярных моделей на территории стран СЭВ — Steko 1818, который использовался вплоть до полного вытеснения подобных приборов цифровыми методами. В 1960-е годы создан Stekometer, в который были добавлены инструменты для автоматической фиксации координат точек. 
В 1957 году канадский фотограмметрист Ю.В. Хелава выдвинул концепцию аналитической фотограмметрии. Измерения выполнялись по снимкам с помощью стереокомпаратора, затем обрабатывались на ЭВМ, что позволяло вычислить плановые и высотные координаты точек на местности. План местности вычерчивался с помощью координатографа по рассчитанным значениям. В 1960 году на основе этой концепции был сконструирован прибор АP-1. 
В 1960-1980 годах подобные приборы выпускались в различных странах: Traster 77 (Matra Optics, Франция), C-100 Planicomp (Carl Zeiss Oberkochen, ФРГ), Стереопроектор аналитический СПА (СССР), СКА-18 (СССР), СКВ-1 (ЦНИИГАиК, СССР), Стереоанаграф ("Аналитика", СССР/Украина), Nistri TA3 (Италия), PSK 1 (Carl Zeiss Oberkochen, ФРГ), STK 1 (Wild, Швейцария).  
Для увеличения производительности работ разрабатывались и автоматические регистрирующие устройства к обычным стереокомпараторам. В СССР применялись такие системы, как АРУ (ГипродорНИИ), "Онега-2" (ЦНИИГАиК).  
Начиная с 1990-х годов прибор был вытеснен цифровыми фотограмметрическими станциями.  

## Конструкция
Прибор представляет собой две кассеты-снимкодержателя, которые могут двигаться в продольном и поперечном направлении по кареткам. Каретки смонтированы на массивную станину. Величина смещения каретки измеряется при помощи отсчетных устройств с точностью до микрометра. Исходя из отсчетов получают значения прямоугольных координат точек на снимках, а также величины продольных и поперечных параллаксов — разности координат одной и той же точки на разных снимках.  
Для рассматривая снимков и выбора необходимых на них точек используется бинокулярный микроскоп. Его использование позволяет достигать стереоэффекта и ускоряет определение продольных параллаксов и их разностей. Измерения выполняются при помощи "мнимой марки", которая представляется наблюдателю пространственной.  
Для обеспечения устойчивости приборов и снижения влияния колебаний, их дополнительно утяжеляли. Так, масса Steko 1818 составляла 132 кг.  

## Применение
В 1901 году Пульфрихом было предложено использование прибора для измерения снимков звездного неба. По паре снимков определять изменения в положении объектов на звездном небе было намного эффективнее. По стереопаре снимков он предпринял попытки измерения высот кратеров на Луне. Максимилиан Вольф первым стал использовать прибор для обнаружения переменных и движущихся небесных объектов. Активно прибор использовался и российскими астрономами - так, уже в 1903 году С.К. Костинский опубликовал ряд работ, где описывал применение прибора для исследования движения звезд в рассеянных звездных скоплениях. Дальнейшим развитием данной идеи стало создание блинк-компаратора, где изображения в стереопаре показывались оператору попеременно и позволяли сравнивать разновременные снимки звездного неба на предмет появления новых объектов или их движения.  
В архитектурной фотограмметрии прибор применялся для определения координат характерных точек фасадов здания с целью последующего создания обмерных чертежей, а так же мониторинга деформационных процессов. Методика наземной фотограмметрической съемки, работы со стереокомпаратором и обработки результатов измерений на ЭВМ в СССР регулировалась "Руководством по применению фотограмметрических методов для составления обмерных чертежей инженерных сооружений" (1984).  
В маркшейдерском деле прибор применялся для измерения координат точек, относящихся к бровкам уступов карьера, что позволяло вычерчивать планы карьеров, вести мониторинг деформаций их бортов, вести работы по подсчету объемов горных работ.   